# ウェブデスクトップ
ウェブデスクトップ（英: web desktop）またはウェブトップ（英: webtop）は、ウェブブラウザやそれに類したクライアントアプリケーション内に埋め込まれたデスクトップ環境である。ウェブトップは、ウェブアプリケーション、Webサービス、クライアント-サーバアプリケーション、アプリケーションサーバ、ローカルクライアント上のアプリケーションなどを統合し、デスクトップメタファーを使ったデスクトップ環境を構築したものである。ウェブデスクトップは、WindowsやmacOSのデスクトップ環境やUnixおよびLinuxシステムのGUIと似たような環境を提供する。それはウェブブラウザ内で動作する仮想デスクトップである。ウェブトップでは、アプリケーション、データ、ファイル、設定、アクセス権といったものはネットワークの向こう側に存在する。処理のほとんどもリモートで行われ、ブラウザは表示と入力の道具に過ぎない。
「ウェブデスクトップ」および「ウェブトップ」という用語はWeb Operating Systemとは異なる。WebOSとは、TinyOSのようなネットワークオペレーティングシステムや、Infernoのような分散オペレーティングシステムを指す。ただし、ウェブデスクトップとウェブオペレーティングシステムあるいはWebOSとを同義に使う用例も見られる。

## 歴史
ウェブデスクトップと同義のウェブトップという用語は1994年、Santa Cruz Operation（SCO、後のタランテラ）が自社製UNIXオペレーティングシステムでのウェブベースのインタフェースに対して使ったのが最初である。Andy Bovingdon と Ronald Joe Record はそれぞれ別の方向からこの概念に行き着き、発明者と言われることが多い。最初の SCO Webtop は Record の開発したもので、Netscape Navigator のプラグインを使ってTightVNC経由でブラウザウィンドウ内にアプリケーションを表示するものだった。
Bovingdon の三層アーキテクチャ (TTA) の概念は、Tarantella Webtop が発祥である。この技術はSCOでのWebサーバの先駆的な商用利用を起源としている。SCOは、商用Webサーバ NCSA HTTPd と商用Webブラウザ NCSA Mosaic をOSに同梱した最初のベンダーだった。その後同社はイギリスの IXI Limited を買収し X.desktop という製品ラインを取得した。これが、URLをアイコンで表し、HTMLベースのヘルプシステムを持つ最初の製品だった。タランテラはJavaを使い、UNIXやWindowsの実際のアプリケーションをウェブブラウザ内に表示させ、真のウェブトップを実現した。最初の SCO Webtop は SCO Skunkware の一部としてリリースされ、その後 OpenServer vesion 5 および UnixWare 7 に統合された。タランテラはサン・マイクロシステムズに買収され、それらは Sun Secure Global Desktop に統合された。

## ウェブトップとデスクトップ

### 利点
利便性
機種によらず、サポートしている各種クライアント機器でパーソナライズされたデスクトップを利用できる。
機動性
クライアント機器さえあれば、どこでも自分のデスクトップにアクセスできる。
セッション管理
セッション管理はサーバ側が行うので、前回打ち切った状態に任意の場所から再びアクセスできる。
ソフトウェア管理
全てのユーザーが最新版のアプリケーションを使っていることを保証できる。アプリケーションの更新はサーバ上で行えばよく、全クライアントに更新を配布する必要がない。
セキュリティ
クライアントをターゲットとした攻撃やウイルスには強い。重要なデータは基本的にセキュアなサーバ上で集中管理されていて安全である。クライアントとサーバ間のやり取りは全て暗号化できる（HTTPS）。アプリケーションに脆弱性が発見された場合も、サーバ上で即座に対処できる。管理者がユーザー毎に利用できるアプリケーションを指定できる。
高可用性
1つの機器で、Windows、UNIX、Linux、メインフレームなどの各種アプリケーションを同時に扱える。クライアント機器の要求仕様はそれほど高くない。サーバを高可用にするのは容易であり、全体としてダウンタイムを低減できる。クライアント機器が故障しても、代替の機器を使えば作業を続行でき、データはサーバ側にあるので失われない。

### 欠点
セキュリティ
データは全てインターネット上で転送されるため、何者かがそれをインターセプトして読み取る可能性はある。HTTPSの256ビットの暗号とアクセス制御リストを使っていれば、基本的には安全である。
速度
仮想化のためのコード（.js/.css ファイル、Flashなど）はクライアントに転送しなければ働かない。そのため、ネットワークのレイテンシや混雑によってウェブトップの動作が間欠的に遅くなることがある。
アプリケーションの機能
クライアントで動作する一般的なアプリケーションよりもアプリケーションの機能が少ないことがある。
ネットワークアクセス
ウェブデスクトップではネットワークアクセスが必須であり、クライアント機器の設定ミスがあったり、ネットワークがない環境では使えない。
制御されたアクセス
あるユーザーがアクセスできるアプリケーションやデータは管理者側で制限できる。
集中制御
ウェブトップの一般ユーザーはアプリケーションを追加したり更新したりできず、管理者がサーバ上で行う必要がある。したがって、管理者に依存することになる。しかし、従来のデスクトップ環境では一般ユーザーが更新を行うことでかえって障害は発生し、管理コストが増大することがある。この点はウェブトップの利点と捉えることもできる。

## 各種ウェブデスクトップの比較
下表は、いくつかのウェブデスクトップを比較したものである。
| 名称  | サポートしているブラウザ                   | 開発元      | エンジン   | フリー | ライセンス       | サードパーティのアプリケーション | GUI              | Webサーバへのダウンロード |
| ----- | ------------------------------------------ | ----------- | ---------- | ------ | ---------------- | -------------------------------- | ---------------- | ------------------------- |
| eyeOS | IE6/7/8, Firefox2/3, Safari, Opera, Chrome | eyeOSチーム | PHP + Ajax | No     | プロプライエタリ | Yes                              | カスタマイズ可能 | Yes                       |